# Targhe d'immatricolazione dell'Abcasia

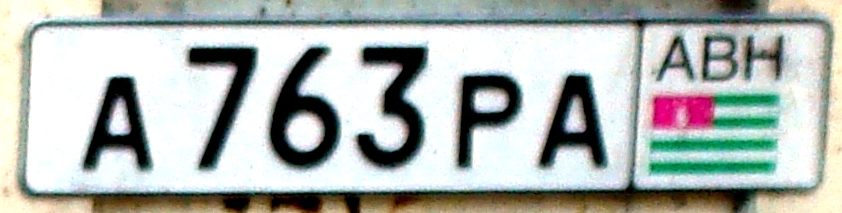
Esempio di targa d'immatricolazione standard della Repubblica di Abcasia

Il governo separatista della Repubblica di Abcasia (o Abkhazia), indipendente de facto dalla Georgia, dal 2006 emette targhe proprie per i veicoli immatricolati nel territorio che controlla.

## Caratteristiche

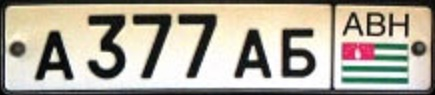
Targa apposta sul veicolo di un funzionario statale o del Ministero dell'Interno

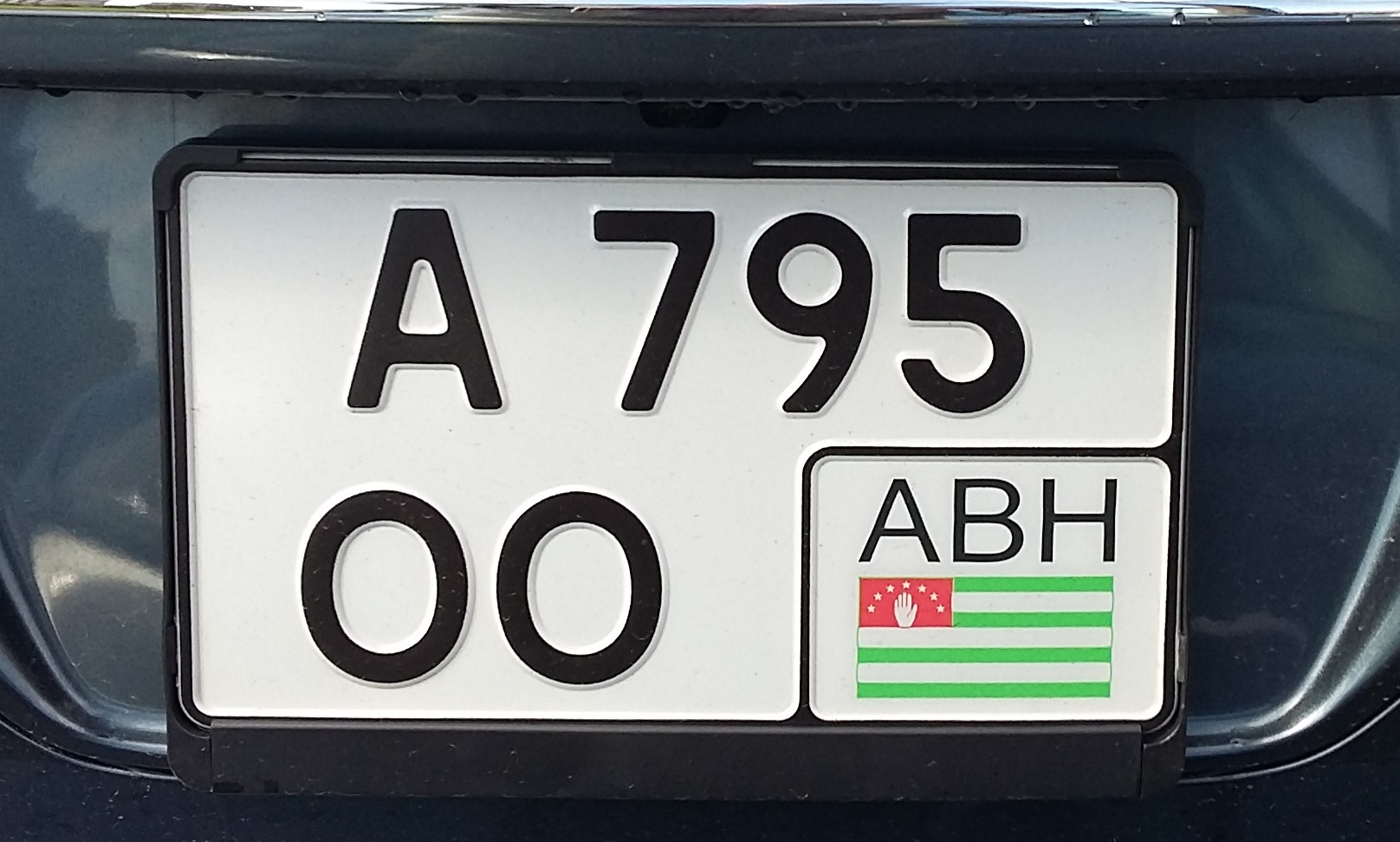
Targa posteriore con formato americano

La grafica e le dimensioni sono analoghe a quelle delle targhe della Russia, ma non è presente il codice numerico regionale e, in luogo della bandiera russa e della sigla internazionale RUS, sulla destra sono posizionate la bandiera dell'Abcasia in basso e le lettere ABH a caratteri ridotti in alto, separate da una linea nera verticale. 
Nelle targhe ordinarie, che misurano 520 × 112 mm, il blocco alfanumerico consiste in una lettera, tre cifre e altre due lettere dell'alfabeto cirillico ma somiglianti a lettere dell'alfabeto latino: А, В, Е, К, М, Н, О, Р, С, Т, У, Х. La lettera cirillica Б è usata solamente nella serie AБ, assegnata alle autovetture riservate al Ministero dell'Interno e a funzionari statali. 
Il formato americano misura 300 × 150 mm ed è riservato agli autoveicoli con il vano targa posteriore di lunghezza ridotta; i caratteri sono distribuiti su due righe, lettere ABH e bandiera sono impresse in basso a destra.
Dal 2004 l'utilizzo di queste targhe è vietato nel territorio controllato dal governo della Georgia, mentre le targhe georgiane non possono essere usate nei territori controllati dai separatisti. Pertanto sui veicoli che attraversano i confini devono essere montate targhe d'immatricolazione russe, armene o georgiane.

## Formati speciali

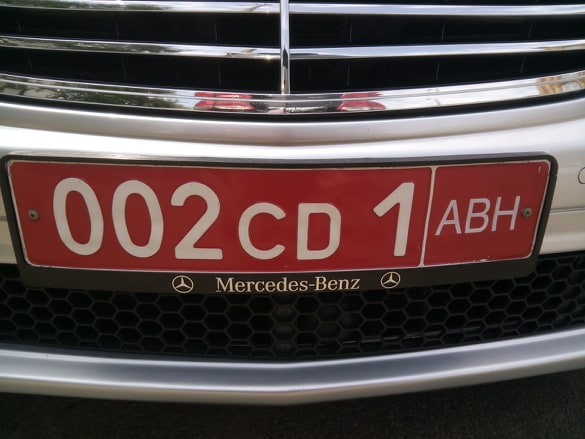
Targa anteriore di un'automobile intestata al capo di una missione diplomatica (002 = Ossezia del Sud)

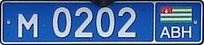
Formato in uso da aprile 2016 per automezzi della Polizia

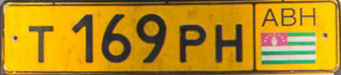
Targa di transito con 6 mesi di validità

- Dalla metà del 2011 i motocicli hanno targhe che misurano 245 × 185 mm, con un numero di quattro cifre che sormonta le lettere MM (a sinistra) e la sigla ABH sopra la bandiera (a destra).
- I rimorchi presentano invariabilmente le lettere AX anteposte a una numerazione a quattro cifre.
- Il Presidente possiede più di una vettura: le serie sono A 001 AA, O 001 OO e P 001 PP, sulla destra è presente solo la bandiera della repubblica. Alle auto del suo entourage e del personale addetto alla sua sicurezza fino al 2012 veniva assegnata la sequenza A 012 AA. Ai membri del governo viene tuttora riservata la serie P 012 PP.
- Anche le targhe diplomatiche utilizzano il formato russo: hanno caratteri bianchi su sfondo rosso. Un numero di tre cifre che identifica lo Stato di provenienza (001 corrisponde alla Russia, 002 all'Ossezia del Sud) precede il codice CD o D[1] e un numero seriale che avanza progressivamente da 1[2]. Sul margine destro e separate da una linea bianca verticale, sono impresse la bandiera dell'Abcasia e le lettere ABH di dimensioni ridotte.
- Presumibilmente dall'aprile 2016 gli automezzi in dotazione alla Polizia sono riconoscibili per il colore blu e i caratteri bianchi. Una M è seguita da un numero a quattro cifre (partendo da 0001), una linea verticale bianca e la bandiera della repubblica sopra le lettere ABH.
- Dal 2008 le targhe d'immatricolazione degli automezzi militari sono composte da un numero di quattro cifre (iniziando da 0001) che precede le lettere fisse BC (che stanno per Boйска, cioè "Esercito" in russo) e, distanziata da una linea nera verticale come nelle targhe ordinarie, la sigla ABH sopra la bandiera nazionale. Prima dell'anno sopra specificato, i caratteri erano di colore bianco su fondo nero; due numeri di due cifre precedevano o sormontavano le lettere PA (iniziali di Республика Абхазиа).
- Le macchine agricole e altri veicoli speciali hanno ancora targhe con formato sovietico; si contraddistinguono da quelle ordinarie per lo sfondo arancione; spesso viene usata la combinazione di lettere AT.
- Le targhe di transito, introdotte nel 2010, hanno una validità di sei mesi; il formato è uguale a quello delle targhe standard, dalle quali si differenziano unicamente per lo sfondo di colore giallo riflettente. Il blocco alfanumerico utilizzato è T 000 PH, dove i tre zeri indicano un numero di tre cifre che incomincia da 001 e le lettere stanno per Tранзит (in russo "transito").